# Anisodes nigrinotata
Anisodes nigrinotata là một loài bướm đêm trong họ Geometridae.